# Relazioni franco-asburgiche
Col termine di rivalità franco-asburgica (in francese: Rivalité franco-habsbourgeoise; in tedesco: Habsburgisch-Französischer Gegensatz) si descrive quella rivalità sorta tra la casa degli Asburgo ed il Regno di Francia per motivi storici e politici. Gli Asburgo furono la più grande e la più potente tra le case reali europee dalla prima epoca moderna sino alla prima guerra mondiale. Oltre ad un significativo numero di terre acquisite ed alla tradizionale influenza sul trono del Sacro Romano Impero, la dinastia degli Asburgo governò in Spagna sotto Carlo V. Quando la casata degli Asburgo iniziò ad espandersi verso l'Europa occidentale, i confini dei suoi domini entrarono inevitabilmente in frizione con quelli del Regno di Francia, le cui terre si estendevano sino alla riva occidentale del Reno. La successiva rivalità divenne la principale causa di molte guerre, tra cui le Guerre d'Italia, la Guerra dei Trent'anni, la Guerra dei Nove anni, la Guerra di successione spagnola, la Guerra di Successione austriaca e le Guerre napoleoniche.

## Il medioevo

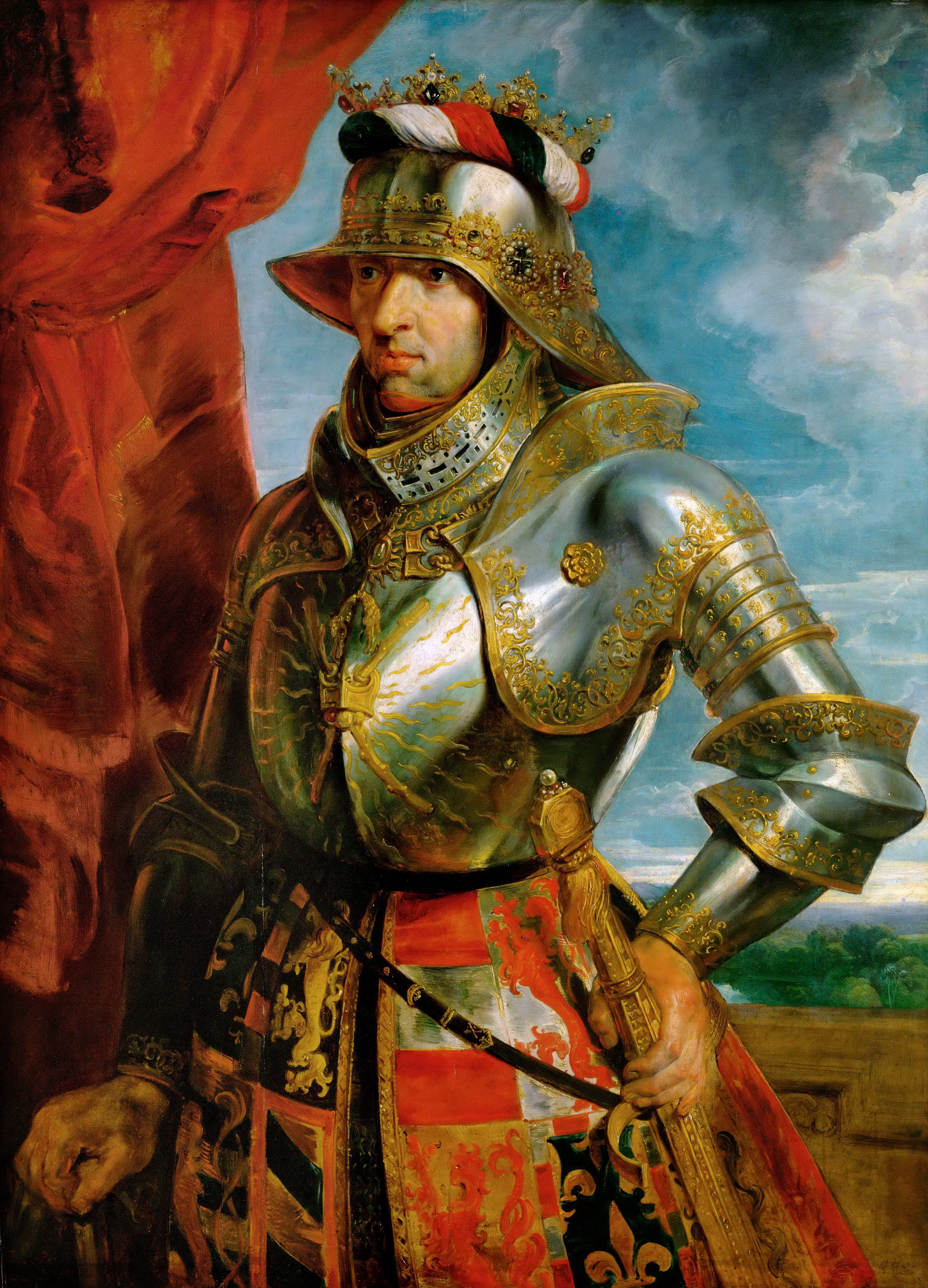
L'imperatore Massimiliano I d'Asburgo la cui espansione del Sacro Romano Impero tramite matrimonio strategici sollevò le prime tensioni franco-asburgiche.

I possedimenti degli Asburgo all'epoca di Carlo V

Durante il tardo medioevo, gli Asburgo, i cui domini consistevano principalmente nell'Austria e poi nella Spagna, cercarono coalizioni principalmente per matrimonio, una politica che già aveva portato dei frutti tramite l'ottenimento di determinati matrimoni per dote o eredità nuziale. L'espansione territoriale in questo senso permise agli Asburgo di ottenere nuovi territori in Europa come ad esempio Cammino spagnolo, la Borgogna, il Ducato di Milano ed i Paesi Bassi. Questa pratica venne descritta dal re ungherese Mattia Corvino: Bella gerant alii, tu felix Austria, nube! – "Lascia agli altri la guerra. Tu, o Austria, sposati!" Malgrado il fatto che entrambi i rami della famiglia degli Asburgo, quello austriaco e quello spagnolo, avessero ottenuto un numero significativo di territori, la complessa serie di inter-matrimoni ebbe non poche conseguenze, come problematiche fisiche e mentali oltre a deformità di cui ad esempio soffrì Carlo II di Spagna per parentele troppo ravvicinate ed incrociate più volte tra loro.
Seguendo questa tradizione, l'imperatore Massimiliano I sposò Maria, l'ultima duchessa di Borgogna della dinastia dei Valois nel 1477. Diciannove anni dopo il loro figlio Filippo il Bello sposò Giovanna di Castiglia, figlia di re Ferdinando II d'Aragona e della regina Isabella I di Castiglia. Giovanna (nota anche come Giovanna la Pazza) era sorella di Caterina d'Aragona, prima moglie di Enrico VIII d'Inghilterra. A seguito della morte di suo fratello e delle sue due sorelle, Giovanna divenne erede del trono spagnolo da poco riunificato.
Giovanna ed il figlio di Filippo (nipote di Massimiliano I) Carlo unirono tutti questi possedimenti a creare quello che divenne il regno di Spagna per l'allora Carlo I nel 1516, il quale poi nel 1519 venne eletto anche imperatore del Sacro Romano Impero (col nome di Carlo V). Questi governò su un impero vastissimo. A questo punto, la Francia aveva gli Asbugo a fiancheggiarla su tre fronti, con la Spagna a sud, le Fiandre a nord e la Franca Contea ad est.

## La prima epoca moderna
Anche quando Carlo V decise di dividere i suoi domini in due dinastie indipendenti, una a governare la parte tedesca e l'altra quella spagnola, dal 1555, gran parte dei territori dell'eredità borgognona, incluse le Fiandre, rimasero nelle mani della corona spagnola, mentre la Germania e le regioni del Nord Italia rimasero al ramo austriaco della famiglia. La Francia guardò a questo accerchiamento come una minaccia permanente e nel corso dei successivi 200 anni fu la causa di molte delle guerre che scoppiarono, sempre per prevenire la preminenza degli austro-spagnoli in Europa.

### La Guerra dei Trent'anni

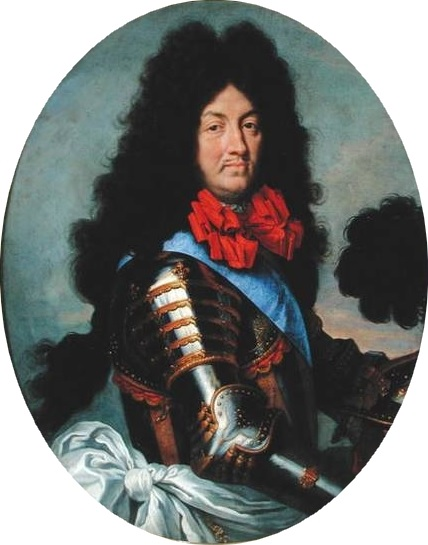
Luigi XIV di Francia riuscì a rompere la secolare egemonia asburgica riuscendo ad aggiudicarsi nel 1700 il trono spagnolo per suo nipote Filippo V

La Guerra dei Trent'anni iniziò nel 1618 come risultato per l'intolleranza religiosa e l'insurrezione tra cattolici e protestanti in Boemia, una regione appartenente all'Austria. Il conflitto, in breve tempo, si espanse su vasta scala tra i due gruppi religiosi coinvolgendo diversi stati: gli stati protestanti della Germania del nord (tra cui la Danimarca e la Svezia) e le potenze cattoliche con la Santa Alleanza di Austria, Spagna e Stato Pontificio. La Francia entrò nel conflitto tardi, ma malgrado il fatto che la sua religione nazionale fosse tradizionalmente il cattolicesimo, combatté sul fronte dei protestanti per ragioni politiche nel tentativo di evitare che gli Asburgo potessero avere l'egemonia totale sulle terre tedesche.
Dopo il 1648, la Francia divenne predominante come potenza dell'Europa centrale. Dopo il trattato di pace sottoscritto a Munster nel 1648 e, nello specifico, del Trattato dei Pirenei del 1659, la potenza spagnola iniziò una lenta discesa che segnò indelebilmente gli ultimi decenni del regime asburgico nella penisola spagnola. Dopo la loro vittoria sui turchi nel secondo Assedio di Vienna del 1683, gli Asburgo austriaci focalizzarono poco a poco i loro conflitti verso l'Impero ottomano nei Balcani. Dopo la morte dell'ultimo Asburgo di Spagna, Carlo II nel 1700, re Luigi XIV di Francia reclamò il trono spagnolo per suo nipote Filippo V. Questo fu la causa della Guerra di successione spagnola. Nel Trattato di Utrecht, Luigi riuscì ad installare la dinastia dei Borboni in Spagna che all'epoca era la seconda potenza più importante dell'Europa e riuscendo nel contempo a rompere il secolare accerchiamento della Francia da parte degli Asburgo.
Dopo due secoli, la rivalità tra i due paesi perse la sua causa originaria. Dopo il forte declino della Spagna, il XVIII secolo vide una vera e propria ristrutturazione delle politiche europee. L'Austria, potenza dominante dell'Europa centrale, dovette fare i conti con la potenza emergente della Prussia a nord. La Russia venne riconosciuta come grande potenza dopo i suoi successi sulla Svezia. La Gran Bretagna accrebbe la propria potenza in Europa e nelle Americhe e finalmente riuscì a mettere in discussione l'egemonia tradizionale della Francia. Le due potenze rimasero comunque ostili l'una con l'altra per altri 40 anni.

## La Guerra dei Sette anni
Una breve tregua nell'inimicizia franco-asburgica si ebbe nel corso della Guerra dei Sette anni nel 1756. La Guerra dei Sette anni coinvolse Prussia, Gran Bretagna, Russia, Francia e Austria. Queste ultime tre nazioni divennero per la prima volta alleate dopo secoli. Quest'alleanza venne suggellata dal matrimonio tra l'arciduchessa austriaca Maria Antonietta ed il delfino di Francia, futuro re Luigi XVI. La guerra si dice solitamente che fu una continuazione della Guerra di Successione austriaca che venne combattuta nel 1740. Francia ed Austria, assieme alla Russia, combatterono contro Gran Bretagna e Prussia.

## Le Guerre napoleoniche

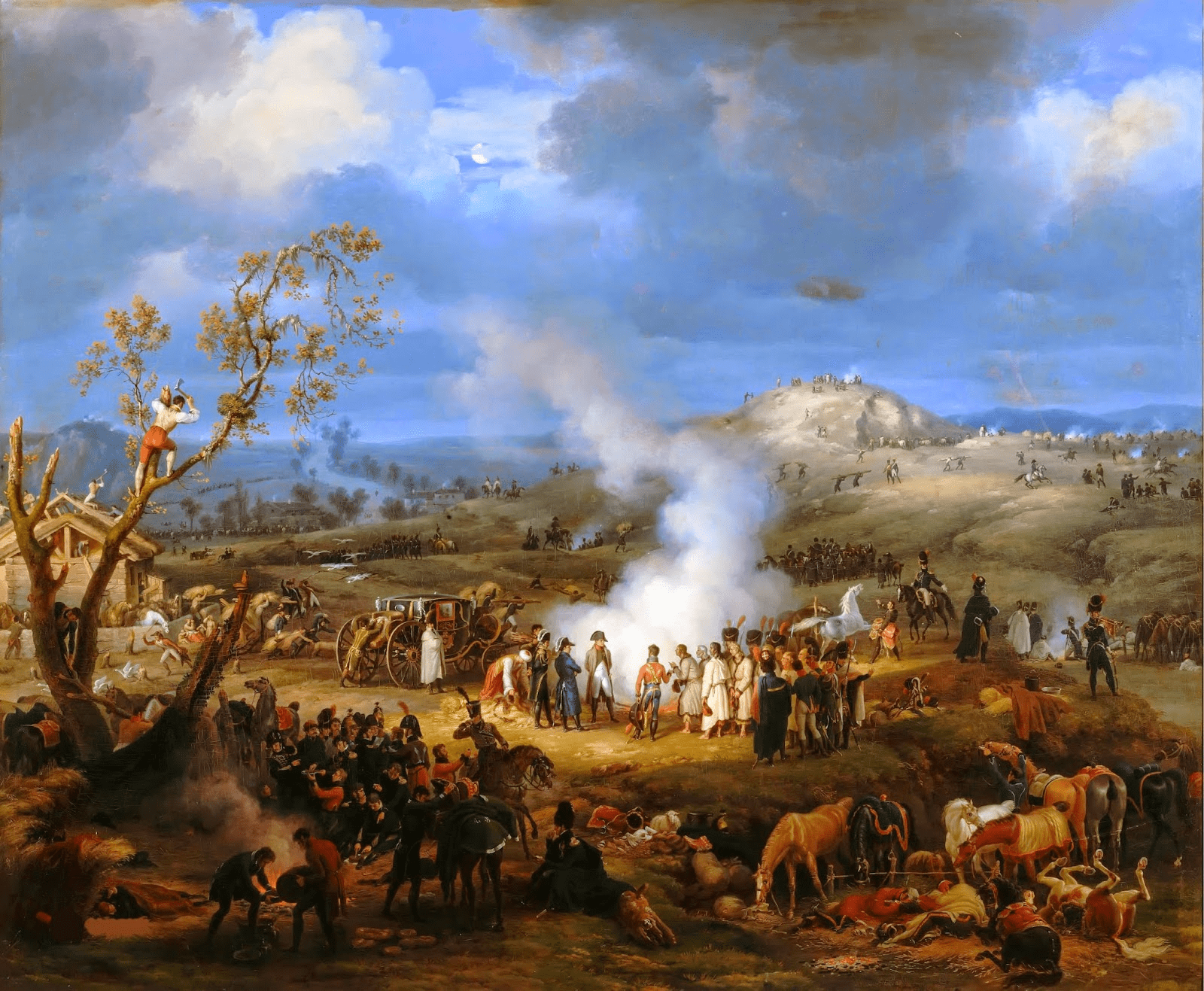
La battaglia di Austerlitz, nella quale il potere asburgico venne schiacciato dalle forze francesi al comando di Napoleone.

La Rivoluzione francese si era opposta agli Asburgo d'Austria che cercarono dal canto loro di distruggere la repubblica rivoluzionaria con l'assistenza di altre nazioni monarchiche in coalizione, tra cui Gran Bretagna e molti stati del Sacro Romano Impero. Secondo Chris McNab: "I problemi cui si trovò d'innanzi l'imperatore austriaco furono in larga parte dovuti ai passati successi degli Asburgo. Innanzitutto per via dei matrimoni che avevano portato loro molti territori con differenze etniche e razziali molto variegate, fatto che si riversava nella condizione che il loro esercito non aveva un linguaggio universale". Per difficoltà come queste, l'esercito austriaco soffrì di numerose sconfitte durante le guerre rivoluzionarie prima e quelle napoleoniche poi. Dopo la Battaglia di Austerlitz il 2 
dicembre 1805, l'abilità degli Asburgo nel governare il Sacro Romano Impero venne drammaticamente indebolita. Questo fatto portò alla dissoluzione del Sacro Romano Impero, che venne diviso tra Francia ed Austria, grazie alla formazione della Confederazione del Reno.